# Australia and New Zealand Banking Group
Australia and New Zealand Banking Group (скорочено ANZ) — четверта за розміром банківська група в Австралії після Commonwealth Bank, Westpac Banking Corporation та National Australia Bank. Остання обійшла ANZ за ринковою капіталізацією у 2009 році. Надає банківські послуги як юридичним, так і фізичним особам.
Крім австралійського підрозділу до складу групи входить ANZ National Bank Limited, найбільший банк Нової Зеландії. Цей банк працює під двома брендами — ANZ та National Bank of New Zealand. Крім ринку Австралії та Нової Зеландії банк ще представлений у 25 країнах, зокрема у Китаї, В'єтнамі, Індонезії, Тайвані, Гонконгу, Сінгапурі.